# Výzkumný ústav práce a sociálních věcí
Výzkumný ústav práce a sociálních věcí se sídlem Dělnická 213/12, 170 00 Praha 7 byl zřízen ministrem práce a sociálních věcí předtransformováním Státního ústavu dělnického hnutí a od roku 2007 potom přešel z formy státní příspěvkové organizace na veřejnou výzkumnou instituci. Mezi jeho náplň patří zejména aplikovaný výzkum v oblastech práce a sociálních politik. Také zpracovává podklady pro Ministerstvo práce a sociálních věcí ČR a další instituce.

## Výzkumná oddělení
Odbornou činnost ústavu zajišťuje 7 výzkumných oddělení:
- Makroekonomické analýzy – zabývá se aplikací principů ekonomických teorií v národním hospodářství a souvislostmi mezi sociální oblastí a makroekonomickými veličinami.
- Sociálněpojistné systémy – primárně zaměřeno na studium dopadů demografických změn na důchodový systém.
- Veřejné politiky a správa – realizuje výzkum v oblasti vazeb mezi veřejnými institucemi a společností.
- Trh práce – řeší témata v oblasti politiky zaměstnanosti a postavení vybraných sociálních skupin na trhu práce.
- Rodinná politika – výzkum se soustředí na sociálně-ekonomické podmínky rodin, sociálně-právní ochranu dětí, bezdomovectví aj.
- Sociální politika a sociální práce – věnuje se problematice fungování sociální politiky, sociální práce a sociálních služeb.
- Kvantitativní metody – zajišťuje metodologickou podporu ostatním oddělením.